# Nichola Bruce
Nichola Bruce (nascut el 1953) és un director de cinema, director de fotografia, guionista i artista britànic d'avantguarda. Bruce utilitza un enfocament artístic per al cinema juntament amb l'ús de les tecnologies digitals. El seu ús de la pel·lícula digital s'atribueix a la velocitat, la creativitat i la multicapa a què es pot accedir mitjançant la tecnologia. Daily Variety va presentar Bruce al seu article "10 Digital Directors To Watch" (2000) i va assenyalar que Bruce s'inspira en els surrealistes, Andrei Tarkovski, i pintura.

## Biografia
Nichola Bruce va néixer el 1953 a Bromley, Anglaterra. Es va criar a Kent i Londres durant tota la seva infància. Va començar a treballar amb cinema, fotografia i art durant la seva assistència a la Hornsey College of Art i a la Middlesex Polytechnic, començant amb súper vuit i 16 mm.

## Carrera
Bruce va fundar Muscle Films amb Michael Coulson una companyia de cinema i televisió, produint una programació poc convencional per a la televisió i el cinema britànics i formant part d'una nova onada d'artistes gràfics i cineastes punk a Londres. Bruce i Coulson van crear pintures com a punt de partida per a les seves pel·lícules i més tard van desenvolupar guions a partir de les imatges. Bruce també va fundar una empresa de disseny Kruddart amb Michael Coulson, produint material anàrquic basat en collages per a les editorials Faber and Faber i New Scientist, a més de treballar amb molts directors de cinema britànics destacats, com Peter Greenaway, John Boorman i Neil Jordan.
L'any 1984, el cineasta Neil Jordan va treballar durant diverses setmanes en preproducció amb els artistes cineastes Nichola Bruce i Michael Coulson per crear centenars de dibuixos detallats per a la pel·lícula En companyia de llops. Les imatges de la pel·lícula van tenir una importància especial, com explica Jordan: "El disseny visual era una part integral del guió. Va ser escrit i imaginat tenint en compte un sentit més elevat de la realitat.
El curt de terror/drama de Bruce de 1985 Wings of Death (BFI), que va codirigir amb Mike Coulson, amb Dexter Fletcher i Kate Hardie, va explorar l'addicció. Va ser revisada al Monthly Film Bulletin l'any 1986 per Mark Finch, qui va descriure la pel·lícula com "... sens dubte una curiositat, una història de moral moderna, massa llarga per ser un comercial, massa curt per ser un llargmetratge, però amb un sentit visual més segur que moltes pel·lícules britàniques recents."
Bruce va col·laborar amb Coulson en molts projectes, inclòs The Human Face amb Laurie Anderson i el vídeo musical The Blood of Eden per a Peter Gabriel amb la veu de Sinéad O'Connor. Nichola Bruce i Michael Coulson van ser contractats com a coordinadors visuals pels Real World de Peter Gabriel treballant en una sèrie de projectes que inclouen un enfocament innovador al màrqueting de l'àlbum Us, encarregant a artistes contemporanis com Helen Chadwick, Rebecca Horn, Nils-Udo, Andy Goldsworthy, David Mach i Yayoi Kusama per crear obres d'art originals per a cadascuna de les 11 cançons del CD que s'ha venut diversos milions. Coulson i Bruce també van documentar el procés al vídeo i pel·lícula Hi-8.
Bruce va ser seleccionat per crear un dels vuit curtmetratges que s'adjuntaran a l'àlbum de la banda Queen Made in Heaven.
Britain's Club X (Channel 4) fou cocreat per Nichola Bruce i Michael Coulson.
El seu documental The Monument sobre l'artista Rachel Whiteread i les dificultats que va enfrontar per crear el memorial de l'Holocaust a Viena van oferir una visió dels reptes als quals s'enfronten els artistes que fan obres públiques.
El primer llargmetratge de Bruce I Could Read the Sky (2000) amb Dermot Healy, Maria Doyle-Kennedy, Brendan Coyle i Stephen Rea es va inspirar en la novel·la fotogràfica de l'escriptor Timothy O'Grady i el fotògraf Steve Pyke. Se centra en les pèrdues i records d'un vell irlandès que va passar la major part de la seva vida treballant a Anglaterra. La pel·lícula ha estat descrita com "una pel·lícula innovadora, melancòlica i profundament commovedora és una petita joia, tant informada per la literatura com pel cinema". Al llibre Women Screenwriters: An International Guide (2015) de Jill Nelmes i Jule Selbo s'explica que "Com que la pel·lícula és una adaptació d'una novel·la fotogràfica, més aviat que una versió filmada de la seva font original, Bruce crea els esdeveniments en capes d'imatges que expliquen la història." La música de la pel·lícula va ser composta pel cantant irlandès de Sean nós i membre d’Afro Celt Sound System Iarla Ó Lionáird. Sinéad O'Connor, Noel Hill i Liam Ó Maonlaí també van contribuir a la banda sonora que va ser publicada per Real World Records.
Bruce va rebre una beca NESTA l'any 2003 per estudiar percepció i va ser mentor per Richard Gregory (CBE) que va donar com a resultat Strangeness of Seeing un conjunt de treballs que inclou una sèrie de 26 pel·lícules desenvolupades durant un període de quatre anys en col·laboració amb la cineasta Rebecca E Marshall.
La pel·lícula de Bruce sobre l'aterratge Apollo a la lluna, Moonbug (2010), va guanyar el Premi Especial Remi del Jurat per al llargmetratge documental al Festival Internacional de Cinema de Houston de 2011. Moonbug és alhora un viatge fotogràfic per carretera i una exploració de com les fotografies es converteixen en un indicador de la història, ja que documenta el fotògraf Steve Pyke mentre inicia un viatge per Amèrica a la recerca de conèixer i fotografiar els pioners de l'espai Apollo. La parella també va col·laborar en una exposició itinerant de retrats i artefactes espacials d'Apollo d'Steve Pyke juntament amb una pel·lícula de 3 canals del tríptic de Moonbug anomenada Man On The Moon. el músic Matt Johnson va produir la banda sonora de Moonbug després de treballar prèviament amb Bruce en el seu documental One Man Show: Dramatic Art of Steven Berkoff (1995).
El seu premiat llargmetratge documental Axis of Light (2011) va codirigir i produir amb Pia Getty és una observació commovedora i absorbent de les influències del conflicte vistes a través del treball de vuit artistes destacats: Etel Adnan, Jananne Al-Ani, Ayman Baalbaki, Mona Hatoum, Rachid Koraïchi, Youssef Nabil, Shirin Neshat, i Mona Saudi.

## Filmografia[16]

### Llargmetratges
- I Could Read the Sky (2000)
- Moonbug (2010)
- Axis of Light (2011)

### Televisió i curtmetratges
- Breath of Air (1986)
- Boolean Procedure (1987)
- Clip (1988)
- Wings of Death (1985)
- The Human Face (1991)
- Hang On A Second (1994)
- ‘O’ Made In Heaven; The Dramatic Art of Steven Berkoff (Documental) (1995)
- The Loved (1996)
- The Monument (Documental) (1997)
- Acts of Memory I;Laugh (2001)
- Acts of Memory 0.5 (2002)
- Peter Gabriel: Play (2004)
- Strangeness of Seeing (amb Rebecca E Marshall, sèries de 26 films) (2002–2008)
- Dreams Dreams Dreams (2010)
- Lifetime (2010)

## Premis i nominacions[17]
| Premi                                | Film                 | Categoria              | Organització                                                       | Paper                                                   |
| ------------------------------------ | -------------------- | ---------------------- | ------------------------------------------------------------------ | ------------------------------------------------------- |
| Premi al millor curtmetratge         | Wings of Death       | Curtmetratge           | Festival de Sitges                                                 | Codirector                                              |
| Millor editor                        | Axis of Light        | Documental             | UNAFF/Stanford Award 2012 United Nations Association Film Festival | Co-director i guionista                                 |
| Platinum Remi Award                  | Axis of Light        | Documental             | Houston International Film Festival 2012                           | Co-director i guionista                                 |
| Special Jury Remi Award              | Moonbug              | Documental             | 44th Houston International Film Festival 2011                      | Productor, director, guionista i director de fotografia |
| Ten Digital Directors to Watch Award | I Could Read The Sky | Llargmetratge dramàtic | Variety Magazine, Los Angeles 2000                                 | Director i guionista                                    |
| Millor guió                          | Wings of Death       | Curtmetratge dramàtic  | Festival de Cinema de Kraków, Polònia 1986                         | Co-director i coguionista                               |